# Айсиньгьоро Цзайтао
Айсиньгьоро́ Цзайта́о (кит. трад. 愛新覺羅·載濤, 23 июня 1887 — 2 сентября 1970) по прозвищу Шуюань (叔源), по прозванию Еюнь (野雲) — маньчжур чисто-красного знамени, аристократ, государственный и военный деятель Цинской империи.

## Биография
Цзайтао был седьмым сыном Айсиньгьоро Исюаня и, таким образом, являлся сводным братом императора Цзайтяня. В 1890 году императором ему был дарован титул «Эрдэн чжэньго цзянцзюнь» (二等鎮國將軍, «генерал покоряющий страну» 2-го класса). Когда в 1868 году скончался, не имея наследника, Айсиньгьоро Ихэ (8-й сын императора Айсиньгьоро Мяньнина), то его титул «удельный князь Чжун» (鍾郡王) был поначалу передан Айсиньгьоро Цзайину (2-му сыну Айсиньгьоро Исиня), однако в 1900 году решение было пересмотрено, и в 1902 году титул «удельный князь Чжун» достался Цзайтао.
В 1909 году Цзайтао возглавил Военно-консультативное управление (軍諮處). В 1910 году он отправился в турне по Японии, США, Великобритании, Франции, Германии, Италии, Австро-Венгрии и России с целью изучения состояния военного дела в этих странах; в мае 1910 года присутствовал в Великобритании в качестве представителя Цинской империи на похоронах короля Эдуарда VII.
В 1911 году Цзайтао стал министром по военно-консультативным вопросам (軍諮大臣) и возглавил императорскую гвардию (禁衛軍); также он стал главой монгольского жёлтого с каймой «знамени». После падения маньчжурской династии и установления республики стал частным лицом. В июле 1917 года, после того, как власть в Пекине захватил генерал Чжан Сюнь, Цзайтао ненадолго вновь возглавил императорскую гвардию.
Цзайтао любил лошадей, в молодости брал уроки во Франции в кавалерийской школе. После образования КНР Цзайтао был консультантом в кавалерийских вопросах в артиллерийском отделе НОАК. Избирался членом ВСНП и НПКСК.
Цзайтао был большим любителем китайского театра жанра «Пекинская опера», изучал театральное искусство у таких мастеров этого дела, как Ян Сяолоу и Чжан Цилинь.

## Семья и дети

### Жёны
- Главная жена Цзян Ваньчжэнь (1870—1949)
- Чжоу Мэнъюнь (развелась после образования КНР)
- Цзинь Сяолань (1906—1967)
- Ван Найвэнь

### Дети

#### дети главной жены
- дочь, умерла при родах
- сын (1905), умер при родах
- дочь Юнхуэй (1906—1969), сменила имя на Цзинь Юньчэн, в 1925 году вышла замуж за монгольского князя Дариджая из аймака Алашань
- сын Пуцзя (1908—1949), изучал английский язык во дворце вместе с Айсиньгьоро Пуи, работал в правительстве Внутренней Монголии
- сын Пуань (1911—1944)
- сын Пушэнь (1915—1928)

#### дети Чжоу Мэнъюнь
- сын Пуси (р.1924), сменил имя на Цзинь Дайбао, работал в Пекине в автомобильной компании

#### дети Цзинь Сяолань
- сын Пуши, сменил имя на Цзинь Цунчжэнь, работал учителем в пекинской 80-й средней школе